# Henry H. Chambers

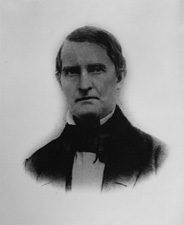
Henry H. Chambers

Henry H. Chambers, född 1 oktober 1790 i Lunenburg County, Virginia, död 24 januari 1826 i Lunenburg County, Virginia, var en amerikansk politiker (demokrat-republikan). Han representerade delstaten Alabama i USA:s senat från 1825 fram till sin död.
Chambers utexaminerades 1808 från The College of William & Mary. Han avlade sedan 1811 sin läkarexamen vid University of Pennsylvania.
Chambers kandiderade utan framgång i 1821 och 1823 års guvernörsval i Alabama. Han efterträdde 1825 William Kelly som senator för Alabama. Han avled följande år i ämbetet och efterträddes av Israel Pickens.